# Codia albicans
Codia albicans är en tvåhjärtbladig växtart som beskrevs av Eugène Vieillard och Renato Pampanini. Codia albicans ingår i släktet Codia och familjen Cunoniaceae. Inga underarter finns listade i Catalogue of Life.